# Luis Alfageme
Luis María Alfageme (Santa Rosa, 17 dicembre 1984) è un calciatore argentino, attaccante dell'Aurora Alto Casertano.

## Caratteristiche tecniche
Alfageme è un'ala destra, ben strutturata fisicamente, in grado di agire da seconda punta. In carriera è stato impiegato anche come esterno.

## Carriera
Muove i suoi primi passi nel settore giovanile del Cipolletti, prima di passare al Boca Juniors. Nel 2003 si trasferisce in Italia, accordandosi con il Brescia. Il 1º settembre 2005 passa in prestito all'Acireale. Mette a segno la sua prima rete tra i professionisti l'11 dicembre contro il Frosinone. Conclude l'annata – terminata con la retrocessione dopo la sconfitta ai play-out contro la Juve Stabia (sua la rete nella partita di ritorno) – con 28 presenze e 6 reti. Esordisce in Serie B il 9 settembre 2006 in Brescia-Piacenza (2-0), subentrando all'80' al posto di Daniele Mannini. Nella sessione invernale del calciomercato passa in prestito alla Cremonese,  in Serie C1, scendendo in campo in 10 occasioni.
Il 31 agosto 2007 si trasferisce in prestito al Pescara. Il 4 gennaio 2008 viene ceduto in prestito alla Sambenedettese. Il 15 luglio 2008 passa al Lanciano a titolo temporaneo. Il 10 dicembre 2008 segna una doppietta – la prima in carriera – ai danni del Foggia. L'incontro verrà vinto 5-2 dagli abruzzesi. Conclude la stagione con 30 presenze e 3 reti. L'8 agosto 2009 passa in compartecipazione al Grosseto. Esordisce con i biancorossi il 10 agosto contro il Cosenza in Coppa Italia. Una sua rete a pochi istanti dal termine garantisce ai toscani il passaggio al turno successivo. Il 24 giugno 2011 la compartecipazione è risolta a favore del Grosseto.
L'11 luglio 2012 passa a parametro zero alla Ternana, sottoscrivendo un contratto biennale. L'11 settembre 2013 in seguito ad accertamenti gli viene evidenziata una distorsione del ginocchio destro con interessamento legamentoso, con tempi di recupero compresi tra i cinque e i sei mesi.
Il 26 luglio 2014 si trasferisce al Benevento, legandosi ai sanniti per mezzo di un contratto biennale. Il 22 maggio 2015 rescinde consensualmente il contratto che lo legava alla società campana.
Il 16 settembre 2015 passa a parametro zero alla Casertana. Il 9 agosto 2016 firma un biennale con il Padova. Il 27 luglio 2017 torna a titolo definitivo alla Casertana. Il 15 gennaio 2019 viene tesserato dall'Avellino in Serie D, ma il trasferimento viene annullato per mancanza del requisito della cittadinanza italiana. Dopo il ricorso della società irpina al Tribunale Federale FIGC, la sentenza accoglie il ricorso, ufficializzando il tesseramento del giocatore. Condizionato da alcuni problemi fisici, termina la stagione segnando 2 reti, contribuendo alla promozione degli irpini in Serie C.
Il 30 luglio 2020 viene ingaggiato dal Taranto, in Serie D. A novembre durante una sessione di allenamento rimedia una lesione al legamento crociato anteriore del ginocchio destro. Torna in campo il 1º aprile 2021 contro il Gravina. Il 24 luglio 2021 si trasferisce a titolo definitivo al Matese.
Il 3 luglio 2022 scende di categoria, accordandosi con l'Aurora Alto Casertano, formazione campana impegnata nel campionato di Eccellenza.

## Statistiche

### Presenze e reti nei club
Statistiche aggiornate al 5 marzo 2023.
| Stagione         | Squadra               | Campionato       | Campionato | Campionato | Coppe nazionali | Coppe nazionali | Coppe nazionali | Coppe continentali | Coppe continentali | Coppe continentali | Altre coppe | Altre coppe | Altre coppe | Totale | Totale | Totale |
| Stagione         | Squadra               | Comp             | Pres       | Reti       | Comp            | Pres            | Reti            | Comp               | Pres               | Reti               | Comp        | Pres        | Reti        | Pres   | Reti   |        |
| ---------------- | --------------------- | ---------------- | ---------- | ---------- | --------------- | --------------- | --------------- | ------------------ | ------------------ | ------------------ | ----------- | ----------- | ----------- | ------ | ------ | ------ |
| 2005-2006        | Acireale              | C1               | 26+2       | 5+1        | CI+CI-C         | 0               | 0               | -                  | -                  | -                  | -           | -           | -           | 28     | 6      |        |
| 2006-gen. 2007   | Brescia               | B                | 6          | 0          | CI              | 4               | 1               | -                  | -                  | -                  | -           | -           | -           | 10     | 1      |        |
| Totale Brescia   | Totale Brescia        | Totale Brescia   | 6          | 0          |                 | 4               | 1               |                    | -                  | -                  |             | -           | -           | 10     | 1      |        |
| gen.-giu. 2007   | Cremonese             | C1               | 10         | 0          | CI+CI-C         | 0               | 0               | -                  | -                  | -                  | -           | -           | -           | 10     | 0      |        |
| 2007-gen. 2008   | Pescara               | C1               | 10         | 1          | CI-C            | 0               | 0               | -                  | -                  | -                  | -           | -           | -           | 10     | 1      |        |
| gen.-giu. 2008   | Sambenedettese        | C1               | 6          | 0          | CI-C            | 3               | 1               | -                  | -                  | -                  | -           | -           | -           | 9      | 1      |        |
| 2008-2009        | Lanciano              | 1D               | 28+2       | 3+1        | CI-LP           | 2               | 0               | -                  | -                  | -                  | -           | -           | -           | 30     | 4      |        |
| 2009-2010        | Grosseto              | B                | 23         | 1          | CI              | 2               | 1               | -                  | -                  | -                  | -           | -           | -           | 25     | 2      |        |
| 2010-2011        | Grosseto              | B                | 18         | 1          | CI              | 0               | 0               | -                  | -                  | -                  | -           | -           | -           | 18     | 1      |        |
| 2011-2012        | Grosseto              | B                | 33         | 9          | CI              | 1               | 0               | -                  | -                  | -                  | -           | -           | -           | 34     | 9      |        |
| Totale Grosseto  | Totale Grosseto       | Totale Grosseto  | 74         | 11         |                 | 3               | 1               |                    | -                  | -                  |             | -           | -           | 77     | 12     |        |
| 2012-2013        | Ternana               | B                | 38         | 3          | CI              | 2               | 1               | -                  | -                  | -                  | -           | -           | -           | 40     | 4      |        |
| 2013-2014        | Ternana               | B                | 10         | 3          | CI              | 1               | 0               | -                  | -                  | -                  | -           | -           | -           | 11     | 3      |        |
| Totale Ternana   | Totale Ternana        | Totale Ternana   | 48         | 6          |                 | 3               | 1               |                    | -                  | -                  |             | -           | -           | 51     | 7      |        |
| 2014-2015        | Benevento             | LP               | 31+1       | 6          | CI+CI-LP        | 0+1             | 0               | -                  | -                  | -                  | -           | -           | -           | 32     | 6      |        |
| 2015-2016        | Casertana             | LP               | 27+1       | 10         | CI+CI-LP        | 0               | 0               | -                  | -                  | -                  | -           | -           | -           | 28     | 10     |        |
| ago. 2016        | Casertana             | LP               | 0          | 0          | CI+CI-LP        | 1+0             | 0               | -                  | -                  | -                  | -           | -           | -           | 1      | 0      |        |
| ago. 2016-2017   | Padova                | LP               | 32+1       | 3          | CI+CI-LP        | 0+1             | 0               | -                  | -                  | -                  | -           | -           | -           | 34     | 3      |        |
| 2017-2018        | Casertana             | C                | 32+2       | 9          | CI+CI-C         | 0+1             | 2               | -                  | -                  | -                  | -           | -           | -           | 35     | 11     |        |
| 2018-gen. 2019   | Casertana             | C                | 12         | 2          | CI+CI-C         | 2+0             | 2               | -                  | -                  | -                  | -           | -           | -           | 14     | 4      |        |
| Totale Casertana | Totale Casertana      | Totale Casertana | 71+3       | 21         |                 | 4               | 4               |                    | -                  | -                  |             | -           | -           | 78     | 25     |        |
| gen.-giu. 2019   | Avellino              | D                | 11+1       | 2          | CI-D            | -               | -               | -                  | -                  | -                  | PS          | 3           | 0           | 15     | 2      |        |
| 2019-2020        | Avellino              | C                | 24         | 1          | CI-C            | 3               | 2               | -                  | -                  | -                  | -           | -           | -           | 27     | 3      |        |
| Totale Avellino  | Totale Avellino       | Totale Avellino  | 35+1       | 3          |                 | 3               | 2               |                    | -                  | -                  |             | 3           | 0           | 42     | 5      |        |
| 2020-2021        | Taranto               | D                | 9          | 2          | -               | -               | -               | -                  | -                  | -                  | -           | -           | -           | 9      | 2      |        |
| 2021-2022        | Matese                | D                | 6          | 3          | CI-D            | 0               | 0               | -                  | -                  | -                  | -           | -           | -           | 6      | 3      |        |
| 2022-2023        | Aurora Alto Casertano | Ecc.             | 22         | 32         | CI-Dil          | 3               | 1               | -                  | -                  | -                  | -           | -           | -           | 25     | 33     |        |
| Totale carriera  | Totale carriera       | Totale carriera  | 424        | 98         |                 | 27              | 10              |                    | -                  | -                  |             | 3           | 0           | 454    | 108    |        |

## Palmarès

### Club

#### Competizioni nazionali
- Serie D: 2

Avellino: 2018-2019 (Girone G)
Taranto: 2020-2021 (Girone H)
- Scudetto Dilettanti: 1

Avellino: 2018-2019